# Liste der Biografien/Sane
Liste der Biografien |
Portal Biografien |
Personensuche
# |
A |
B |
C |
D |
E |
F |
G |
H |
I |
J |
K |
L |
M |
N |
O |
P |
Q |
R |
S |
T |
U |
V |
W |
X |
Y |
Z |
?
 
Sa |
Sb |
Sc |
Sd |
Se |
Sf |
Sg |
Sh |
Si |
Sj |
Sk |
Sl |
Sm |
Sn |
So |
Sp |
Sq |
Sr |
Ss |
St |
Su |
Sv |
Sw |
Sy |
Sz
 
Saa |
Sab |
Sac |
Sad |
Sae |
Saf |
Sag |
Sah |
Sai |
Saj |
Sak |
Sal |
Sam |
San |
Sao |
Sap |
Saq |
Sar |
Sas |
Sat |
Sau |
Sav |
Saw |
Sax |
Say |
Saz
 
Sana |
Sanb |
Sanc |
Sand |
Sane |
Sanf |
Sang |
Sanh |
Sani |
Sanj |
Sank |
Sanl |
Sanm |
Sann |
Sano |
Sanp |
Sanq |
Sanr |
Sans |
Sant |
Sanu |
Sanv |
Sanw |
Sany |
Sanz
Die Liste der Biografien führt alle Personen auf, die in der deutschsprachigen Wikipedia einen Artikel haben. Dieses ist eine Teilliste mit 36 Einträgen von Personen, deren Namen mit den Buchstaben „Sane“ beginnt.

## Sane
- Sané, Abdoulaye (* 1992), senegalesisch-französischer Fußballspieler
- Sane, Antoine Pascal (* 1934), senegalesischer Diplomat
- Sané, Ibou (* 2005), senegalesischer Fußballspieler
- Sané, Jacques-Noël (1740–1831), französischer Schiffbauingenieur
- Sané, Lamine (* 1987), senegalesischer Fußballspieler
- Sané, Leroy (* 1996), deutsch-französischer FußballspielerLeroy Sané (* 1996)

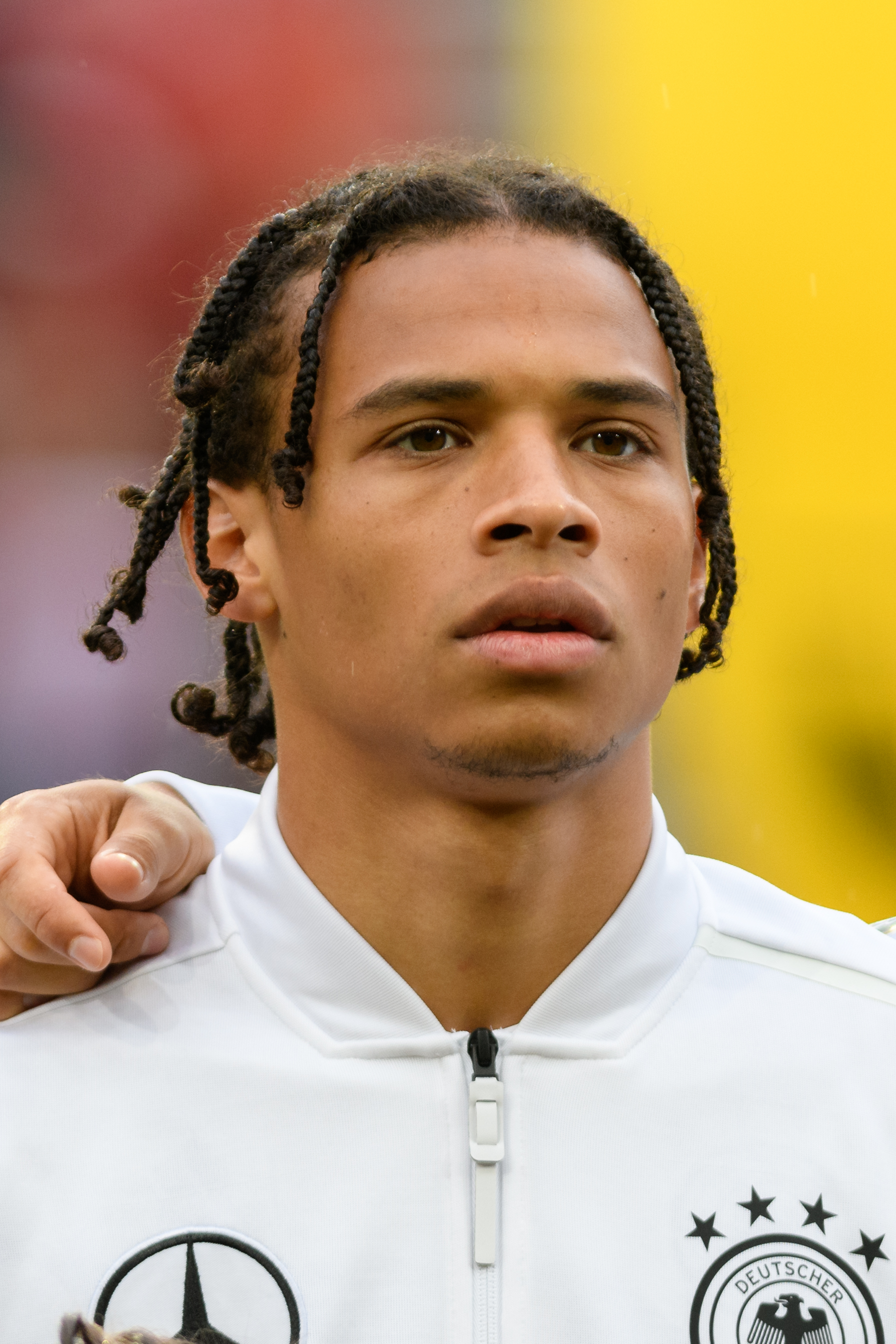
Leroy Sané (* 1996)

- Sané, Mame Bineta (* 2000), senegalesische Laiendarstellerin
- Sané, Pierre (* 1949), senegalesischer Völkerrechtler und Politikwissenschaftler
- Sané, Sadibou (* 2004), senegalesischer Fußballspieler
- Sané, Salif (* 1990), französisch-senegalesischer Fußballspieler
- Sané, Saliou (* 1992), deutsch-senegalesischer Fußballspieler
- Sané, Sidi (* 2003), deutscher Fußballspieler
- Sané, Souleymane (* 1961), senegalesisch-französischer Fußballspieler und -trainer
- Sané, Tidiane (* 1985), senegalesischer Fußballspieler
- Sané, Vieux (* 1989), senegalesischer Fußballspieler

### Sanea
- Sanea, Maan al-, saudi-arabischer Unternehmer

### Sanei
- Sanei, Jusuf (1937–2020), iranischer Ayatollah und Politiker

### Sanej
- Sanejew, Wiktor Danilowitsch (1945–2022), sowjetischer Dreispringer

### Sanel
- Sanela Sijerčić (* 1976), Bosnische Sängerin

### Sanen
- Sanenobu, Noriaki (* 1980), japanischer Fußballspieler

### Saner
- Saner, Edith (* 1960), Schweizer Politikerin (CVP)
- Saner, Ersan (* 1966), nordzyprischer Premierminister
- Saner, Fuat (* 1945), türkischer Fußballspieler
- Saner, Hans (1934–2017), Schweizer Philosoph und Schriftsteller
- Saner, Julia (* 1992), Schweizer Model
- Saner, Julita (* 1999), schwedische Tennisspielerin
- Saner, Luc (* 1956), Schweizer Rechtsanwalt, Denker, Autor und ehemaliger Politiker
- Saner, Tobias (* 1995), Schweizer Unihockeyspieler

### Sanes
- Sanes, Joshua R. (* 1949), US-amerikanischer Neurowissenschaftler und Molekularbiologe
- Sanesi Muri, Monica (* 1972), Schweizer Politikerin (GLP)
- Sanesi, Consalvo (1911–1998), italienischer Formel-1-Rennfahrer
- Sanesi, Gaia (* 1992), italienische Tennisspielerin

### Sanet
- Sanetō, Yūki (* 1989), japanischer Fußballspieler

### Sanew
- Sanew, Petar (* 1985), bulgarischer Fußballspieler

### Saney
- Saney, Clive (* 1948), Radrennfahrer aus Trinidad und Tobago
- Saneyoshi, Noritada (* 1972), japanischer Fußballspieler